# Lucas Tousart
Lucas Simon Pierre Tousart (nascut el 29 d'abril de 1997) és un futbolista professional francés que juga com a centrecampista per l'Union Berlin. Ha representat la selecció francesa en categories inferiors des del sub-19.